# 尼氏上口脂鯉
尼氏裂齒脂鯉又名尼氏上口脂鯉，為輻鰭魚綱脂鯉目脂鯉亞目上口脂鯉科的其中一個種，分布於南美洲巴西聖弗朗西斯科河流域，體長可達23.5公分，棲息在植被生長茂盛的水域，生活習性不明。